# 1951-es magyar atlétikai bajnokság
Az 1951-es magyar atlétikai bajnokságon, amely az 56. magyar bajnokság volt, sok változás lépett életbe, klubok helyett területi csapatokat állítottak össze. Sok csapatversenyt töröltek, 35 egyéni szám mellett csupán öt váltó- és csapatversenyt rendeztek csak.

## Eredmények

### Férfiak
| Versenyszám          | Arany                                                              | Arany     | Ezüst                                                            | Ezüst     | Bronz                                                               | Bronz     |
| -------------------- | ------------------------------------------------------------------ | --------- | ---------------------------------------------------------------- | --------- | ------------------------------------------------------------------- | --------- |
| 100 m                | Varasdi Géza Budapest                                              | 10,7      | Karádi Péter Budapest                                            | 10,8      | Csányi György Budapest                                              | 10,9      |
| 200 m                | Adamik Zoltán Budapest                                             | 22,2      | Bánhalmi Ferenc Budapest                                         | 22,3      | Karádi Péter Budapest                                               | 22,4      |
| 400 m                | Bánhalmi Ferenc Budapest                                           | 48,4      | Adamik Zoltán Budapest                                           | 48,5      | Karádi Péter Budapest                                               | 48,7      |
| 800 m                | Bakos Jenő Budapest                                                | 1:52,7    | Béres Ernő Budapest                                              | 1:54,4    | Hárshegyi György Budapest                                           | 1:54,9    |
| 1500 m               | Béres Ernő Budapest                                                | 3:52,0    | Iharos Sándor Budapest                                           | 3:56,2    | Apró József Borsod-Abaúj-Zemplén                                    | 3:58,0    |
| 5000 m               | Kovács József Szabolcs-Szatmár                                     | 14:52,4   | Csordás László Budapest                                          | 15:08,2   | Albert Dávid Budapest                                               | 15:21,8   |
| 10 000 m             | Pénzes Gyula Budapest                                              | 31:36,8   | Pénzes Gyula Budapest                                            | 31:41,0   | Juhász Béla Budapest                                                | 32:02,0   |
| maraton              | Simon István Budapest                                              | 2:48:47,6 | Esztergomi Mihály Budapest                                       | 2:54:55,2 | Simó Pál Budapest                                                   | 3:00:04,6 |
| 110 m gát            | Retezár Imre Budapest                                              | 15,2      | Lippay Antal Baranya                                             | 15,4      | Kiss József Budapest                                                | 15,8      |
| 400 m gát            | Lippay Antal Baranya                                               | 54,9      | Csenger Attila Budapest                                          | 55,2      | Bárdi Elemér Budapest                                               | 55,8      |
| 3000 m akadály       | Jeszenszky László Győr-Sopron                                      | 9:31,4    | Apró József Borsod-Abaúj-Zemplén                                 | 9:36,2    | Uzsoki János Budapest                                               | 9:41,6    |
| 10 km gyaloglás      | Róka Antal Budapest                                                | 49:23,4   | Somogyi János Budapest                                           | 49:47,2   | Kun Sándor Csongrád                                                 | 51:06,0   |
| 50 km gyaloglás      | Róka Antal Budapest                                                | 4:41:55,0 | Somogyi János Budapest                                           | 4:43:28,0 | László Sándor Budapest                                              | 4:55:10,8 |
| magasugrás           | Hagya István Budapest                                              | 185 cm    | Földessy Ödön Budapest                                           | 185 cm    | Szabó Aladár Győr-Sopron                                            | 180 cm    |
| távolugrás           | Földessy Ödön Budapest                                             | 722 cm    | Puskás Antal Budapest                                            | 674 cm    | Zajki Tibor Budapest                                                | 672 cm    |
| hármasugrás          | Puskás Antal Budapest                                              | 14,39 m   | Bolyki István Budapest                                           | 13,93 m   | Tompay Olivér Budapest                                              | 13,59 m   |
| rúdugrás             | Homonnay Tamás Budapest                                            | 400 cm    | Kovács Ferenc Budapest                                           | 370 cm    | Egressi András Borsod-Abaúj-Zemplén                                 | 360 cm    |
| súlylökés            | Lévai Károly Budapest                                              | 14,44 m   | Vóki József Budapest                                             | 13,87 m   | Sík József Budapest                                                 | 13,21 m   |
| diszkoszvetés        | Klics Ferenc Budapest                                              | 50,57 m   | Lévai Károly Budapest                                            | 47,19 m   | Kenderesi László Budapest                                           | 43,10 m   |
| gerelyhajítás        | Várszegi József Budapest                                           | 62,60 m   | Rákhely Gyula Budapest                                           | 59,79 m   | Guzsvári János Budapest                                             | 59,50 m   |
| kalapácsvetés        | Németh Imre Budapest                                               | 57,88 m   | Petike Lajos Budapest                                            | 53,53 m   | Bonyhádi Ádám Budapest                                              | 53,21 m   |
| tízpróba             | Kertész Tibor Budapest                                             | 5380      | Biber Pál Budapest                                               | 4438      | Homonnay András Budapest                                            | 4271      |
| mezei futás (6000 m) | Béres Ernő Budapest I.                                             | 18:31,2   | Szilágyi Jenő Budapest I.                                        | 18:34,0   | Kovács József Szabolcs-Szatmár                                      | 18:35,4   |
| 4 × 100 m            | Nagy György Dörnyei Ágoston Adamik Zoltán Ajkai Ákos Budapest E    | 43,4      | Tima Ferenc Bartha László Polgár Puskás Antal Budapest A         | 43,6      | Cziráki József Karádi Péter Csenger Attila Péterfi Tibor Budapest B | 43,7      |
| 4 × 400 m            | Bakos Jenő Meixner Ferenc Dörnyei Ágoston Adamik Zoltán Budapest A | 3:20,0    | Csenger Attila Várbíró Emil Lombos Dezső Karádi Péter Budapest C | 3:23,2    | Molnár Benő Edőcs Lajos Tullner János Radványi Tibor Györ-Sopron    | 3:23,4    |
| mezei futás csapat   | Béres Ernő Szilágyi Jenő Juhász Béla Budapest I.                   | 8         | Esztergomi Mihály Villási Károly Szalai Károly Budapest II.      | 17        | Iglói Mihály Báthori József Szilvágyi Herman Budapest III.          | 36        |

### Nők
| Versenyszám          | Arany                                                               | Arany   | Ezüst                                                           | Ezüst   | Bronz                                                           | Bronz   |
| -------------------- | ------------------------------------------------------------------- | ------- | --------------------------------------------------------------- | ------- | --------------------------------------------------------------- | ------- |
| 100 m                | Gyarmati Olga Budapest                                              | 12,3    | Rákhely Gyuláné Budapest                                        | 12,5    | Bartha Lászlóné Budapest                                        | 12,6    |
| 200 m                | Gyarmati Olga Budapest                                              | 25,6    | Rákhely Gyuláné Budapest                                        | 25,9    | Bartha Lászlóné Budapest                                        | 26,2    |
| 800 m                | Bleha Anna Budapest                                                 | 2:18,5  | Köbölkúti Irén Budapest                                         | 2:19,5  | Hazucha Zsuzsa Budapest                                         | 2:19,7  |
| 80 m gát             | Gyarmati Olga Budapest                                              | 11,7    | Soós Klára Budapest                                             | 12,0    | Pénzes Margit Budapest                                          | 12,2    |
| magasugrás           | Rohonczi Mária Borsod-Abaúj-Zemplén                                 | 151 cm  | Csáki Erzsébet Budapest                                         | 148 cm  | Kertes Erzsébet Budapest                                        | 140 cm  |
| távolugrás           | Gyarmati Olga Budapest                                              | 548 cm  | Pénzes Margit Budapest                                          | 534 cm  | Bucsányi Erzsébet Budapest                                      | 511 cm  |
| súlylökés            | Sik Józsefné Budapest                                               | 11,48 m | Nagy Mária Budapest                                             | 11,15 m | Vucsics Mária Budapest                                          | 10,91 m |
| diszkoszvetés        | Józsa Dezsőné Budapest                                              | 39,69 m | Hetesi Margit Budapest                                          | 35,75 m | Sik Józsefné Budapest                                           | 34,24 m |
| gerelyhajítás        | Vígh Erzsébet Budapest                                              | 39,67 m | Rohonczi Mária Borsod-Abaúj-Zemplén                             | 35,75 m | Vucsics Mária Budapest                                          | 34,24 m |
| ötpróba              | Pénzes Margit Budapest                                              | 3411    | Balás Zsuzsa Budapest                                           | 3102    | Halmi Ilona Budapest                                            | 2532    |
| mezei futás (1500 m) | Sasvári Gizella Zala                                                | 5:04,8  | Rőder Katalin Budapest I.                                       | 5:06,2  | Naményi Lenke Szabolcs-Szatmár                                  | 5:13,4  |
| 4 × 100 m            | Egri Lenke Rákhely Gyuláné Bartha Lászlóné Gyarmati Olga Budapest A | 48,9    | Bende Franciska Balás Zsuzsa Pénzes Margit Dénes Ida Budapest D | 51,0    | Tilkovszky Ibolya Soós Klára Kovács Vera Gyimes Edit Budapest B | 51,1    |
| mezei futás csapat   | Fonyó Magda Sterlik Mária Erdődi Mária Győr-Sopron                  | 17      | Rőder Katalin Tótfalusi Pálnéné Szabó Olga Budapest I.          | 17      | Heincz Mária Furmanné Gál Borsod-Abaúj-Zemplén                  | 30      |

### Országos csúcsok
- n. 100 m 11,9 Gyarmati Olga Bp. Vasas Bukarest 9. 23.
- n. 200 m 24,8 Gyarmati Olga Bp. Vasas Bukarest 9. 25.
- n. 300 m 42,7 Balázs Zsuzsa Bp. Bástya Budapest 11. 1.
- n. 400 m 59,7 Bleha Anna Előre SE Budapest 6. 9.
- n. 400 m 58,3 Bleha Anna Előre SE Tata 7. 14.
- n. 500 m 1:17,4 Bleha Anna Előre SE Tata 10. 31.
- n. 800 m 2:16,4 Bleha Anna Előre SE Tata 7. 14.
- n. 800 m 2:13,5 Bleha Anna Előre SE Bukarest 9. 24.
- n. 1500 m 5:05,4 Bleha Anna Előre SE Budapest 10. 31.
- 2000 m 5:18,8 Béres Ernő TF. Haladás Tata 8. 1.
- n. 80 m gát 11,3 Gyarmati Olga Bp. Vasas Budapest 8. 21.
- 3000 m akadály 9:07,6 Apró László Miskolci Lokomotív Bukarest 10. 25.
- 15 km gyaloglás 1:13:07,0 László Sándor Bp. Dózsa Budapest 6. 10.
- 20 km gyaloglás 1:38:54,8 László Sándor Bp. Dózsa Budapest 6. 10.
- 25 km gyaloglás 2:06:56,4 László Sándor Bp. Dózsa Budapest 10. 20.
- 50 km gyaloglás 4:31:56,6 László Sándor Bp. Dózsa Budapest 11. 4.
- 30 000 m 1:45:45,0 Kiss József Bp. Honvéd 11. 11.
- maraton 2:32:18,8 Dobronyi József Előre SE Budapest 10. 28.
- 2 órás gyaloglás 23,364 km László Sándor Bp. Dózsa Budapest 6. 24.
- 2 órás gyaloglás 23,644 km László Sándor Bp. Dózsa Budapest 10. 20.
- n. távolugrás 599 cm Gyarmati Olga Bp. Vasas Budapest 10. 19.
- n. súlylökés 12,70 m Fehér Mária Bp. Előre Budapest 10. 14.
- n. 4 × 100 m 48,0 Női válogatott (Rákhely Gyuláné, Tikovszky Ibolya, Bartha Lászlóné, Gyarmati Olga) Bukarest 9. 24.
- 4 × 400 m 3:14,8 Férfi válogatott (Bánhalmi Ferenc, Adamik Zoltán, Karádi Péter, Solymosy Egon) Budapest 8. 26.
- n. 3 × 800 m 7:05,6 Női válogatott (Oros Ágnes, Bácskai Anna, Hazucha Zsuzsa) Budapest 8. 21.